# Condado de Redwood
O Condado de Redwood é um dos 87 condados do estado americano de Minnesota. A sede do condado é Redwood Falls, e sua maior cidade é Redwood Falls. O condado possui uma área de 2 282 km² (dos quais 4 km² estão cobertos por água), uma população de 16 815 habitantes, e uma densidade populacional de 7 hab/km² (segundo o censo nacional de 2000). O condado foi fundado em 1862.